# Nepi Calcio a 5 2005-2006
Questa pagina raccoglie i dati riguardanti il Nepi Calcio a 5, squadra di calcio a 5 militante in serie A, nelle competizioni ufficiali del 2005-2006.

## Rosa
| N° | Naz.                                   | Ruolo      | Sportivo             | Anno     |  |  |
| -- | -------------------------------------- | ---------- | -------------------- | -------- |  |  |
|    | Brasile (bandiera)                     | POR        | Ângelo Guerra        | 20.10.79 |  |  |
|    | Italia (bandiera)                      | POR        | Alessandro Quatrini  | 06.02.84 |  |  |
|    | Argentina (bandiera)                   | DIF        | Leandro Planas       | 28.11.75 |  |  |
|    | Argentina (bandiera)                   | DIF        | Diego Giustozzi      | 01.08.78 |  |  |
|    | Italia (bandiera)                      | DIF        | Massimiliano Fabrizi | 26.08.84 |  |  |
|    | Italia (bandiera)                      | LAT        | Alessio Musti        | 12.05.74 |  |  |
|    | Italia (bandiera)                      | LAT        | Luca Marchetti       | 27.06.77 |  |  |
|    | Brasile (bandiera) · Italia (bandiera) | LAT        | Daniel Giasson       | 24.08.87 |  |  |
|    | Argentina (bandiera)                   | LAT        | Cristian Bresciani   | 24.03.77 |  |  |
|    | Italia (bandiera)                      | PIV        | Luca Colonnelli      | 15.06.85 |  |  |
|    | Argentina (bandiera)                   | UNI        | Hernán Garcias       | 10.06.78 |  |  |
|    | Italia (bandiera)                      | Allenatore | Agenore Maurizi      | 20.04.64 |  |  |

## Coppa Italia
| Arbitri: | Fabio Conti (Como) Vincenzo Vitrioli (Reggio Calabria) |

|            |           |                  |
| Guerra 39’ | Marcatori | 26’, 29’ Pinilla |

## Supercoppa italiana
| Arbitri: | Guido Alfonsi (L'Aquila) Carlo Di Marco (Pescara) |
| Crono:   | Mirco Romanelli (Fermo)                           |

|                                         |           |                               |
| Mitraud 11’ Danilo 15’ (t.l.) Forte 30’ | Marcatori | 38’ Bresciani 39'48’’ Garcias |